# Нери-ле-Бен
Нери́-ле-Бен (фр. Néris-les-Bains) — коммуна во Франции, находится в регионе Овернь. Департамент коммуны — Алье. Входит в состав кантона Южный Монлюсон. Округ коммуны — Монлюсон.
Код INSEE коммуны — 03195.

## Население
Население коммуны на 2008 год составляло 2704 человека.
| 1962 | 1968 | 1975 | 1982 | 1990 | 1999 | 2008 |
| ---- | ---- | ---- | ---- | ---- | ---- | ---- |
| 2837 | 2917 | 2836 | 2924 | 2831 | 2708 | 2704 |

## Экономика
В 2007 году среди 1628 человек в трудоспособном возрасте (15—64 лет) 1123 были экономически активными, 505 — неактивными (показатель активности — 69,0 %, в 1999 году было 66,3 %). Из 1123 активных работали 1019 человек (547 мужчин и 472 женщины), безработных было 104 (52 мужчины и 52 женщины). Среди 505 неактивных 117 человек были учащимися или студентами, 207 — пенсионерами, 181 были неактивными по другим причинам.

## Достопримечательности
- Церковь Сен-Жорж (XI—XII века). Исторический памятник с 1923 года.
- Некрополь меровингов
- Римский бассейн
- Вокзал Нери-ле-Бен. Исторический памятник с 1975 года.
- Музей галло-римской цивилизации. Открыт в 1995 году. Расположен в доме XV века. В экспозиции представлены архитектурные фрагменты, латинские надписи, статуи, галло-римская керамика, стекло, бронза и т. д.

## Фотогалерея

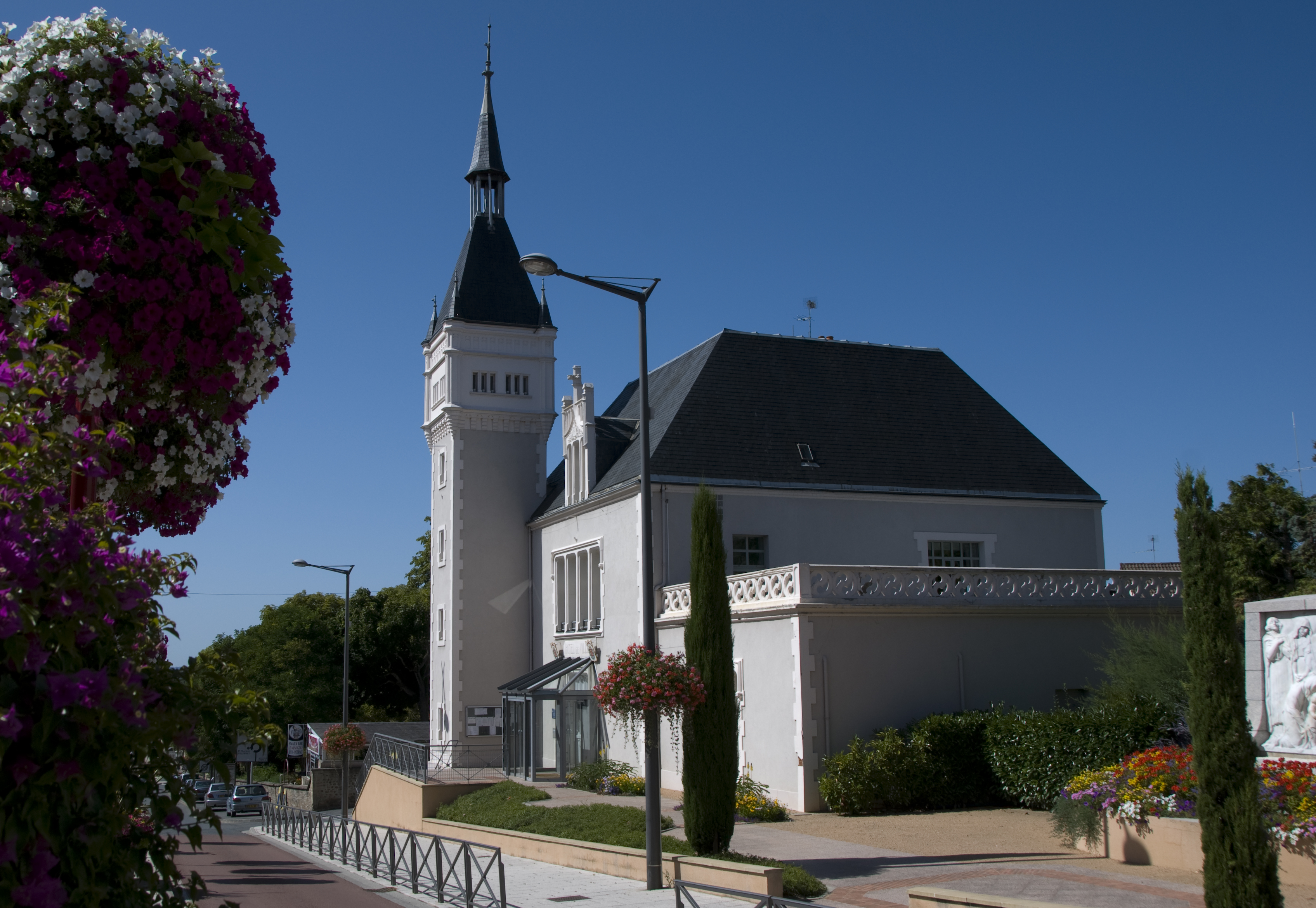
Мэрия
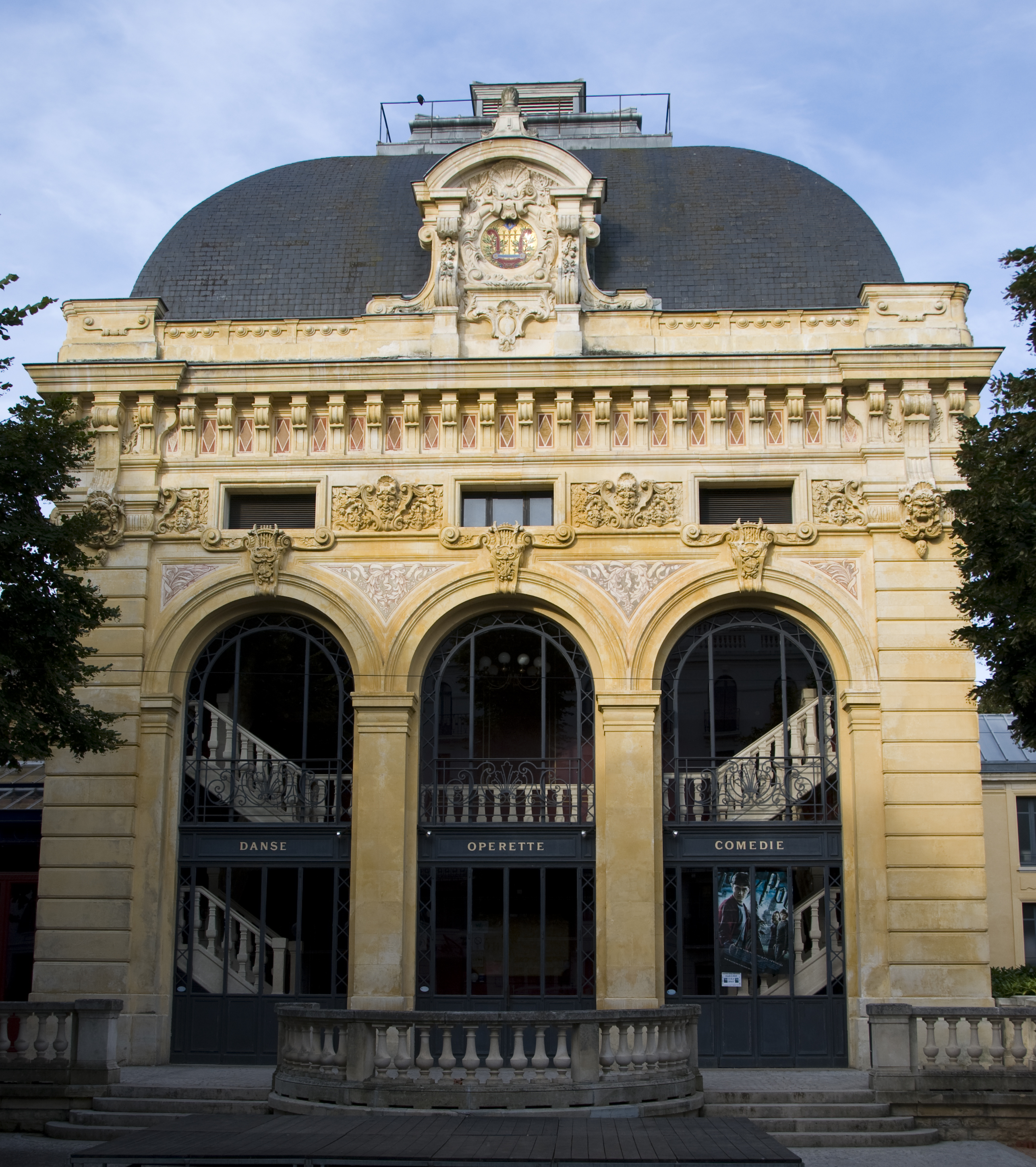
Театр
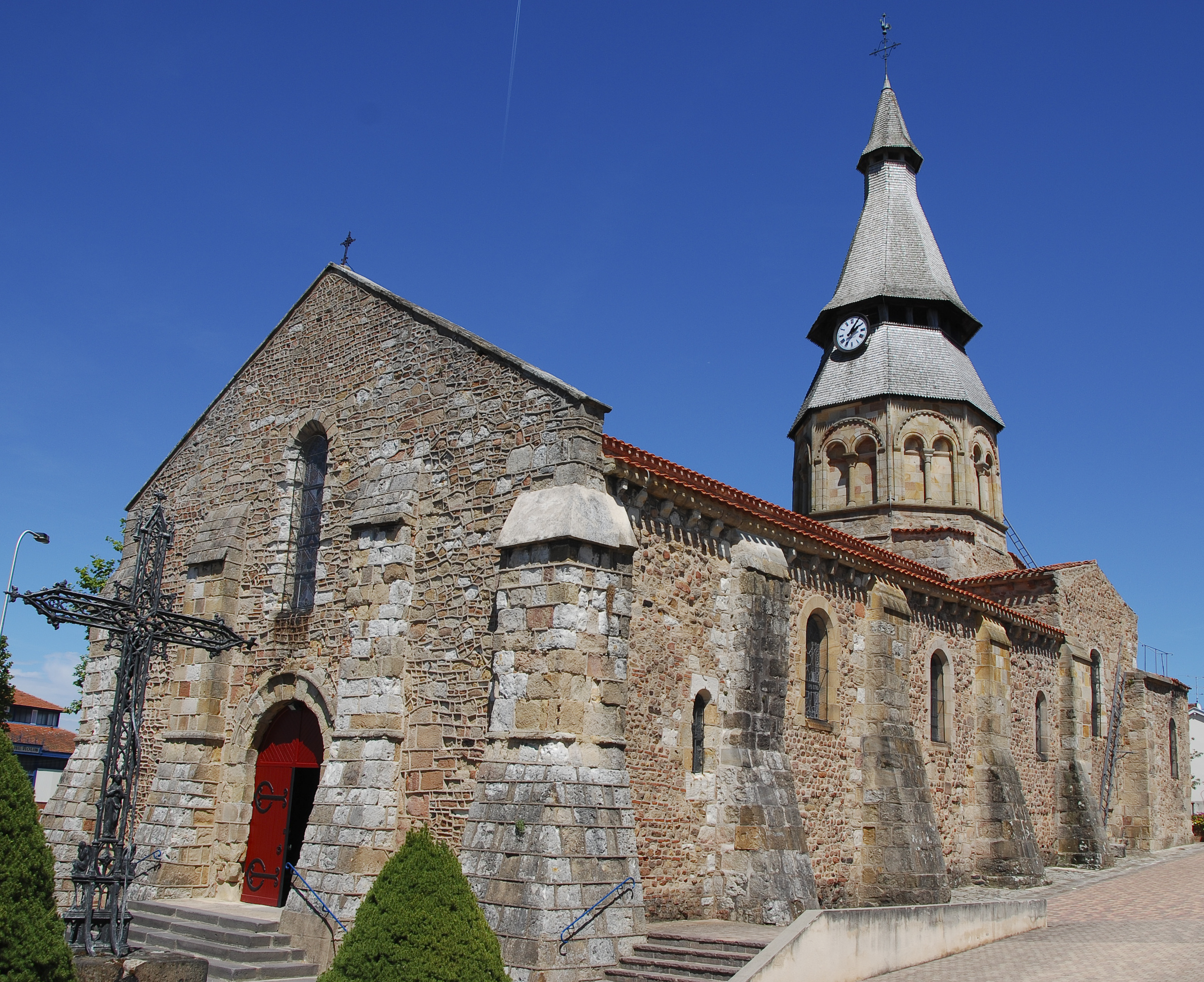
Церковь Сен-Жорж
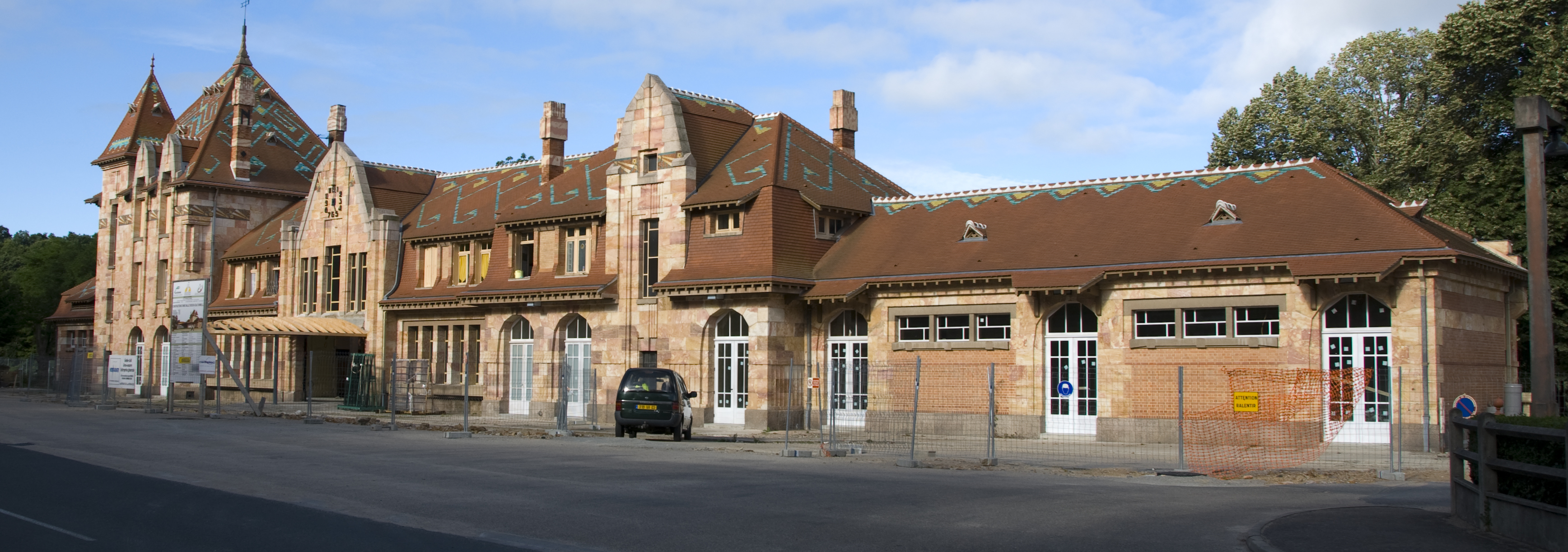
Вокзал